# Tabanus priscoides
Tabanus priscoides är en tvåvingeart som beskrevs av Schuurmans Stekhoven 1926. Tabanus priscoides ingår i släktet Tabanus och familjen bromsar. Inga underarter finns listade i Catalogue of Life.